# 瑞 (亞利桑那州)
瑞是位於美國亞利桑那州皮納爾縣的一個非建制地區。該地的面積和人口皆未知。

## 地理
瑞的座標為33°11′00″N 110°59′51″W / 33.18333°N 110.99750°W，而該地的平均海拔高度為647米（即2123英尺）。